# Halim Perdanakusuma
 (janvier 2025).
Le contenu est difficilement compréhensible vu les erreurs de traduction, qui sont peut-être dues à l'utilisation d'un logiciel de traduction automatique.
Abdul Halim Perdanakusuma, né le 18 novembre 1922 à Sampang, Madura et mort le 14 décembre 1947 à Perak, est un aviateur et héros national indonésiens.

## Biographie
Perdanakusuma est né à Sampang, Madura, Indes orientales néerlandaises, le 18 novembre 1922. Après avoir fréquenté l'école primaire et secondaire dans des écoles pour indonésiens de souche, il a fréquenté l'Opleidingschool voor Inlandsche Ambtenaren (une école pour la formation des fonctionnaires indigènes) à Magelang. Cependant, il a abandonné au cours de sa deuxième année et a rejoint l'Académie navale de Surabaya pour répondre à l'appel du gouvernement colonial néerlandais pour une milice., Après avoir terminé l'académie, il passa quelque temps au service d'information de la Marine coloniale néerlandaise.
Au moment de la invasion japonaise des Indes en 1942, contre laquelle il avait été entraîné à combattre, Perdanakusuma était en Grande-Bretagne, s'entraînant à la navigation avec l'Aviation royale canadienne; dans le cadre de sa formation, il a participé à 44 missions à travers l'Europe, notamment en pilotant des Avro Lancaster dans des missions de bombardement au-dessus de l'Allemagne nazie.,,
Après la fin de la Seconde Guerre mondiale, Perdanakusuma est retourné en nouvellement indépendante Indonésie. Il a rejoint la militaire naissante. (alors appelée l'Armée de la sécurité du peuple) sous le commandement du commodore Suryadi Suryadarma; avec Agustinus Adisucipto et Abdul Rahman Saleh, il a été chargé d'organiser l'Armée de l'air indonésienne.
Au début de 1947, Perdanakusuma fut promu commodore de l'air et chargé d'établir une branche de l'armée de l'air à Bukittinggi, Sumatra occidental ; pour achever sa tâche, il a pénétré le blocus néerlandais de l'île.,, L'officier de l'air Iswahyudi a également été chargé d'aider à gérer la base. À l'époque, les différentes unités aériennes de Sumatra étaient gérées individuellement et sous le commandement de l'armée indonésienne ; Perdanakusuma et Iswahyudi ont procédé à leur union dans leur propre branche.
Le 17 août 1947, il conduit des parachutistes à Bornéo. En décembre, Perdanakusuma a reçu l'ordre de se rendre en Thaïlande avec Iswahyudi pour récupérer des fournitures médicales. Lors de leur voyage de retour le 14 décembre, l'avro Anson qu'ils volaient a calé, ce qui l'a conduit à s'écraser à l'extérieur de Tanjung Hantu, en Malaisie, les tuant tous les deux. Le corps de Perdanakusuma a été initialement enterré à Lumut, en Malaisie, mais a ensuite été transféré au Cimetière des héros de Kalibata en 1975.